# Famille de Bellièvre
La famille de Bellièvre est une famille française de la noblesse de robe, originaire du Lyonnais au XVe siècle, surtout puissante aux XVIe et XVIIe siècles, grâce à  l'ascension de son principal représentant, Pomponne de Bellièvre (1529-1607), qui devient chancelier de France.
Cette ascension est préparée par le passage de la famille du service des archevêques de Lyon au Parlement de Grenoble au début du XVIe siècle. Avec Pomponne de Bellièvre, la famille entre au service du roi de France et au Parlement de Paris. Elle occupe le siège archiépiscopal de Lyon. La famille de Bellièvre s'éteint à la fin du XVIIe siècle, ruinée.

## Personnalités
- Claude de Bellièvre (1487-1557), humaniste lyonnais
- Albert de Bellièvre, homme d'Église français, archevêque de Lyon de 1599 à 1604.
- Claude de Bellièvre  homme d’Église français, archevêque de Lyon (de 1604 à 1612).
- Nicolas de Bellièvre (1583-1650), homme d’État français.
- Pomponne de Bellièvre (1529-1607), négociateur puis chancelier français.
- Pomponne de Bellièvre (1606-1657), magistrat français, frondeur, ami du Cardinal de Retz

## Filiation
Sauf précision, cette généalogie est établie en suivant l'ouvrage suivant :
Olivier Poncet, Pomponne de Bellièvre (1529-1607). Un homme d'État au temps des Guerres de Religion, Paris, École des Chartes, coll. « Mémoires et documents de l'École des Chartes » (no 50), 1998, 490 p. (ISBN 2-900791-16-2)
- - Hugonin Bellièvre (mort vers 1480), notaire à Lyon, consul de Lyon.
    - Guillaume Bellièvre, notaire à Lyon.

  - Barthélémy Ier Bellièvre (vers 1417-1483), notaire à Lyon, secrétaire et procureur de l'archevêque de Lyon, époux de : 1- Jeanne Perier, 2- Odette du Blet.
    - Barthélémy II Bellièvre (mort vers 1527-1528), notaire et secrétaire de l'archevêque de Lyon, époux de Françoise Fournier.
      - Claude Bellièvre (1487-1527) avocat du roi en la sénéchaussée de Lyon, procureur général au Parlement de Grenoble, premier président au Parlement de Grenoble, époux de Louise Faye.
        - Jean de Bellièvre (1524-1584) seigneur d'Hautefort conseiller (1554-1571), président (1571-1579), puis premier président au Parlement de Grenoble (1579-1584) épouse en 1558 Madeleine Prunier, fille d'Artus I Prunier trésorier et receveur général de Dauphiné.
          - Anne de Bellièvre épouse en 1577 Ennemond Rabot (mort en 1603) premier président au Parlement de Grenoble.

        - Pomponne de Bellièvre (1529-1607) seigneur de Grignon, président au présidal de Laon, surintendant des finances, président au Parlement de Paris, chancelier de France époux en 1569 Marie Prunier, fille de Jean II Prunier, seigneur de Grigny.
          - Françoise Bellièvre (fille naturelle) épouse en 1578 Martyr Joffray, procureur au Parlement de Grenoble.
          - Albert de Bellièvre (1571-1621) archevêque de Lyon (1599-1604).
          - Claude de Bellièvre (mort en 1612) conseiller au Parlement de Paris, archevêque de Lyon (1604-1612).
          - Hélène de Bellièvre (1572/1573- ?) épouse de :  1- Claude Prévost de Saint-Cir (mort en 1590) maître des requêtes 2-  en 1594 Eustache de Refuge (1564-1617), conseiller au Parlement de Paris.
          - Louise de Bellièvre (morte en 1629) épouse en 1594 Artus Henry (mort en 1616/1617) maître d'hôtel du roi.
          - Marguerite de Bellièvre morte jeune.
          - Catherine de Bellièvre morte jeune.
          - Madeleine de Bellièvre (v. 1575 - ?) religieuse à Poissy.
          - Marie de Bellièvre (1576-1642) épouse en 1599 Robert II Le Roux (1577-1638) conseiller au Parlement de Rouen.
          - Anne de Bellièvre (v. 1579 - ?) religieuse à Chelles en 1599.
          - Élisabeth de Bellièvre (v. 1582 - ?) religieuse à Chelles en 1599.
          - Nicolas de Bellièvre (1583-1650) procureur général puis président au Parlement de Paris épouse en 1605 Claude Brûlart (morte en 1624), fille du chancelier Nicolas Brulart de Sillery.
            - Pomponne II de Bellièvre (1607-1657) seigneur de Grigny premier président au Parlement de Paris épouse en 1633 Marie de Bullion (morte en 1649) fille de Claude de Bullion.
            - Nicolas de Bellièvre mort jeune.
            - Gaspard de Bellièvre (1610/1611-1641) prieur de Sainte-Foy de Longueville-sur-Scie, chevalier de l'ordre de Saint-Jean de Jérusalem en 1632[1]
            - Pierre de Bellièvre (1611-1683) abbé de Jouy, prieur de Sainte-Foy de Longueville-sur-Scie, abbé de Saint-Vincent de Metz, conseiller au Parlement de Metz, conseiller au Parlement de Paris. Dernier homme de sa famille, meurt ruiné.
            - Charles de Bellièvre mort jeune.
            - Marie de Bellièvre morte jeune.
            - Claude de Bellièvre (mort en 1670) religieuse à Longchamp Abbesse de La Bénisson-Dieu en 1652.
            - Madeleine de Bellièvre (1613-1696) épouse en 1630 Gabriel du Puy-du-Fou marquis de Combronde, dernière de sa famille.
            - Élisabeth de Bellièvre morte jeune.
            - Marie de Bellièvre (1617-1657) épouse en 1638 Achille II de Harlay procureur général au Parlement de Paris.

          - Marguerite de Bellièvre (1590- ?) épouse en 1604 Laurent Prunier (1579-1650) baron de Saint-André président au Parlement de Grenoble.
          - Catherine de Bellièvre épouse en 1607 Jean Aubery (mort en 1648) maître des requêtes.

        - Barthélémy de Bellièvre avocat.
        - Catherine de Bellièvre épouse d'Antoine Manuel juge des ressorts de Valence.
        - Méraude de Bellièvre épouse de Jean Vachon conseiller au Parlement de Grenoble.

      - François Bellièvre chanoine de Saint-Paul.
      - Mathieu Bellièvre chanoine de Saint-Just (1504), de Saint-Paul (1517/1518), chantre de Saint-Paul (1524).
      - Néry Bellièvre chanoine de Saint-Just (1510).
      - Jean Bellièvre
      - Antoine II Bellièvre (mort en 1569) chanoine de Saint-Just (1512), de Saint-Paul (1525), sacristain de Saint-Just (1554).
      - Françoise Bellièvre (1510-1558) épouse en 1521 Nicolas I de Langes conseiller au Parlement de Dombes.
      - Isabeau Bellièvre épouse de :  1- Gonin Andrevet, marchand drapier à Lyon 2-en 1517/1518 Jean de La Bessée, bourgeois de Villefranche.
      - Andrée Bellièvre (morte en 1540) épouse d'Étienne Bertholon, marchand drapier à Lyon.

    - Antoine I Bellièvre chanoine de Saint-Paul puis de Saint-Just.
    - Péronette Bellièvre épouse de Jean Thibaud, docteur en médecine.
    - Grégoire Bellièvre épouse de Claude Bullioud

## Héraldique
| Blason | Blasonnement : D'azur, à la fasce d'argent accompagnée de trois trèfles d'or |